# Combien de fois je t'aime
Combien de fois je t'aime est le deuxième recueil de nouvelles de Serge Joncour.
Il a été publié en mars 2008 aux éditions Flammarion (et est sorti en édition livre de poche chez J'ai lu l'année suivante).
Il comporte dix-sept nouvelles.

## Thème des nouvelles
Les dix-sept nouvelles sont toutes écrites à la première personne du singulier ; le narrateur est toujours un homme.
Elles traitent de la relation amoureuse, thème sur lequel l'auteur n'avait pas encore écrit, et de la difficulté de communiquer sur ses sentiments à notre époque.
Cette difficulté est justement appuyée sur le contexte paradoxal de l'ère de la technologie moderne du XXIe siècle, et ses nouveaux moyens de communication,, grâce aux progrès des télécommunications : téléphones portables, SMS, Internet, mails, tchats de messagerie instantanée.
En ce sens, l'amour moderne (qui est d'ailleurs le titre de la nouvelle ouvrant le recueil) reste toujours aussi précaire qu'aux époques anciennes, les amoureux sont toujours aussi vulnérables, emplis de faiblesses et d'attentes : les nouveaux moyens de communication ne sont que des leurres,, les espoirs finissent souvent en désillusions.